# Anemia eximia
Anemia eximia là một loài dương xỉ trong họ Anemiaceae. Loài này được Taub. mô tả khoa học đầu tiên năm 1896.